# Софийские правила
Софийские правила, или корсиканское правило — шахматное правило, предназначенное для борьбы с короткими ничьими. Впервые применено на Корсике, затем использовано в Софии. По этим правилам игроки не имеют права предлагать ничью непосредственно своим противникам. Предложения ничьей допускаются только через судью, и только в трёх случаях: троекратное повторение позиции, вечный шах, теоретически ничейная позиция.

## Описание
В случае действия правила ничья не предлагается непосредственно противнику. Предложение ничьей должно быть сделано судье. Он решает, является ли позиция теоретически ничейной, что и оправдывает предложение ничьей. Троекратное повторение позиции и вечный шах приравниваются к теоретически ничейной позиции.
В случае если судья решил, что предложение ничьи приемлемо, он или она передаёт предложение противнику, который может его принять или отвергнуть по обычным правилам.
Это правило не зависит от количества сделанных ходов.

## Обсуждение
Заявленной целью правила является борьба с короткими ничьими. Опыт применения правила в Софии ФИДЕ признала успешным. В дальнейшем правило применялось на турнирах в Бильбао и (в несколько иной формулировке) на турнирах Гран-при ФИДЕ 2008—2009 и в последующие годы. На турнирах Гран-при решение о том, является ли позиция теоретически ничейной, принимает главный судья, который может проконсультироваться с техническим советником. Технический советник должен быть международным гроссмейстером с не менее чем пятилетним стажем.